# Nidelven
|  | Nidelven er også navnet på elv i Trøndelag fylke |
 For alternative betydninger, se Nidelven (flertydig). (Se også artikler, som begynder med Nidelven)
Nidelven eller Nidelva er hovedelven i Arendalsvassdraget i Agder fylke i Norge. Navnet bruges fra stedet hvor Nisserelven og Fyreselven løber sammen og til udløbet ved Arendal. Elven Gjøv med udspring i Nesvatn løber også ud i Nidelven. Elvsystemets længde er 210 km, og nedbørsfeltet er 4000 km². Elven er udbygget med flere vandkraftværker. 
Der er laks i Nidelven på en 22 km lang strækning op til Evenstad kraftværk. Elven har ikke ynglende laks og der planlægges derfor kalkning og genopretning. 
Ved Rygene er der en gennemsnitlig vandføring på 110 m³/s. Den højeste vandføring blev målt i efteråret 1987, da passerede ca. 1.200 m³/s Rygene kraftværk. 
Nidelven er en del af Arendalsvassdraget som i norsk sammenhæng er et af de mest regulerede elvsystemer med tilsammen 16 vandkraftværker.
Nidelven har tre udløb, et mod Arendal, et imellem Hisø og Gjervoldsø og et på vestsiden af Gjervoldsø.
58°24′59″N 8°44′25″Ø / 58.4165°N 8.7403°Ø